# Escut de Mas de Barberans
L'escut oficial de Mas de Barberans té el següent blasonament:
Escut caironat: de gules, un mas d'argent tancat de sable sobremuntat d'una flor de lis d'argent. Per timbre, una corona mural de poble.

## Història
Va ser aprovat el 12 de gener de 1994 i publicat en el DOGC el 24 del mateix mes.
El mas és el senyal parlant tradicional referent al nom del poble. La flor de lis és l'atribut de la verge Maria, i recorda el nom anterior de la localitat, el Vilar de Santa Maria. Els esmalts, gules i argent, són els de Tortosa, ja que Mas de Barberans va pertànyer des del segle xii als bisbes d'aquesta ciutat.